# Kosmiczna Ameba
Kosmiczna Ameba (jap. ゲゾラ・ガニメ・カメーバ　決戦！南海の大怪獣 Gezora Ganime Kamēba Kessen! Nankai no Daikaijū; alt. ang. Yog, Monster from Space) – japoński film typu kaijū z 1970 roku w reżyserii Ishirō Hondy.

## Fabuła
W kosmos zostaje wystrzelony statek bezzałogowy Helios 7, by przez 3 lata badać Jowisza. W kosmosie zostaje opanowany przez niebieski obłok, który steruje rakietą z poworotem na Ziemię. Spadający do wody obiekt przykuwa uwagę fotoreportera Taro Kudo wracającego samolotem z Brazylii. Jego redaktor odrzuca materiał twierdząc, że nie publikuje science fiction. Do Kudo przychodzi Ayako Hashino reprezentująca Asia Development Company. Zostaje poproszony o zdjęcia promocyjne znajdującej się pomiędzy Marianami a Hawajami wyspy Sergio, gdzie planowany jest ośrodek wypoczynkowy. Kudo początkowo odmawia, ale zachęca doktor biologii Miya, z którym współpracował przy produkcji serialu telewizyjnego. Kudo zauważa na mapie, że wyspa znajduje się w tym samym miejscu, gdzie widział spadającego Heliosa 7.
Na wyspie Sergio dwójka inżynierów Asia Development Company – Sakura i Yokoyama planuje udać się na połów, nie zważając na ostrzeżenie tubylców mówiących o potworach. Wkrótce Sakurę zjada gigantyczna mątwa nazywana przez tubylców Gezora. Płynąc na wycieczkowcu Kudo i Ayako dyskutują na temat teorii doktora Miyi wyspie Sergio jako wyspie potworów. Dołącza do nich antropolog Makoto Obata, który też płynie na wyspę Sergio, by badać kulturę jej mieszkańców. Dr Miya informuje wszystkich o niedawnym ataku potwora.
Tubylcy są przyjaźnie nastawieni do Japończyków i znają ich język, gdyż podczas II wojny światowej wyspa Sergio była japońskim garnizonem. Bohaterowie docierają do jaskini w głębi wyspy. Z podziemnego jeziora wyrzucony zostaje zegarek Sakury. Spanikowany Yokoyama ucieka jeepem zostawiając resztę na pastwę losu. Yokoyama chce uciec z wyspy, co wybić mu próbuje jeden z tubylców – Riko, twierdząc, że Gezora i tak na to nie pozwoli. Po chwili Gezora atakuje obóz i zjada Yokoyamę. Oszołomiony Riko zostaje odnaleziony przez resztę i zaprowadzony do wioski, by go wyleczono. Tam Kudo konfrontuje Obatę z tym, że widział jak ten wśród ruin obozu wykradał plany podwodnego hotelu. Obata przyznaje się, że jest szpiegiem konkurencyjnej korporacji, dla której miał wykraść plany eksploatacji wyspy.
Następnego dnia Kudo i doktor Miya robią poszukiwania pod wodą i dostrzegają wrak Heliosa 7. Wkrótce atakuje ich Gezora, jednak Kudo i doktor Miya będąc uzbrojeni wymykają się bestii. Wkrótce Gezora równa z ziemią tubylczą wioskę. Ayako dostrzega, że potwór boi się ognia. Japończycy i tubylcy wspólnymi siłami zwabiają Gezorę w pułapkę i palą go żywcem. Martwy potwór ląduje w wodzie, jednak z niego wydostaje się niebieski obłok.
Mieszkańcy wyspy Sergio pokazują stary skład broni z czasów II wojny światowej. Amunicja zostaje wykorzystana na wypadek powrotu Gezory. Jednak zamiast niego pojawia gigantyczny krab. Po ostrzale z broni wszyscy uciekają w głąb dżungli. Kudo za pomocą strzelby oślepia kraba i zwabia go w miejscu składowania niewybuchów. Eksplozja zabija bestię na miejscu. Niebieski obłok wyłazi z jej zwłok i opanowuje Obatę, który zamierzał opuścić wyspę. Obłok przedstawia się jako kosmita, który chce podbić Ziemię, a Obata ma służyć mu jako ciało.
Tymczasem tubylcy nazywający gigantycznego kraba Ganimesem radują się nad jego śmiercią. Doktor Miya ma okazję przeprowadzić badania na jego szczątkach, z których wnioskuje, że Ganimes i Gezora wyglądają jak powiększone wersje mątwy i kraba, których wielkość tłumaczy kosmicznym pochodzeniem. Doktor Miya jest pewien, że kosmita w formie ameby opanował Heliosa 7, by dotrzeć na Ziemię i ją podbić. Gdy wraz z Kubo i Ayako zastanawia się jak go pokonać, tubylcza dziewczyna imieniem Sako oznajmia, że bierze wieczorem ślub z Riko. Gdy Kudo robi zdjęcia, lampa błyskowa powoduje przerażenie u Riko, jednocześnie leczy się z szoku pourazowego. Riko mówi im, że Gezora podczas ataku na obóz uciekł przed nietoperzami, na co Kudo przypomina sobie, że podczas potyczki z Gezorą obecne były morświny. Doktor Miya dochodzi do wniosku, że ultradźwięki są słabością Kosmicznej Ameby.
Wszyscy udają się do jednej z jaskiń, tylko by dowiedzieć się, że nietoperze spalono żywcem. Wierząc, że nie wszystkie nietoperze mogły zostać spalone, kontynuują poszukiwania. Nagle Kudo i Ayako atakuje gigantyczna matamata. Skrywają w jednej z jaskiń i z radością odkrywają, że żyją w niej ocalałe nietoperze. Jaskinia zostaje zabezpieczona. Wkrótce pojawia się uznany za martwego Obata. Niepostrzeżenie chce podpalić jaskinię, jednak przeszkadza mu w tym Kudo. Wszyscy dowiadują, że Obata jest pod kontrolą Kosmicznej Ameby. Kosmita oznajmia, że pochodzi z wysoce rozwiniętych wędrowców przestrzeni, którzy w trakcie ewolucji stracili ciała i mogą czerpać energię z innych istot. Mówi, że pod jego kontrolą są gigantyczna matamata nazwana Kamoebas i drugi Ganimes i nim przybędą on zabije ostatnie nietoperze. Gdy ma to zrobić rękoma Obaty, Ayako w desperacji chce przemówić do rozsądku Obacie mówiąc mu, że wciąż jest człowiekiem.
Obata wbrew własnej woli wznieca pożar w jaskini, jednak walcząc z Kosmiczną Amebą ratuje nietoperze. Wytwarzane przez nich ultradźwięki uwalniają Kamoebasa i Ganimesa spod wpływu Kosmicznej Ameby. Oba potwory zaczynają ze sobą walczyć. Ich walka przenosi się pod czynny wulkan, gdzie ostatecznie giną w lawie. Do wulkanu spada także Obata zabijając siebie i Kosmiczną Amebę. Wkrótce do wyspy Sergio dopływa japoński statek. Wszyscy świętują ocalenie świata, a Kudo spekuluje, czy ktoś uwierzy w tę historię.

## Obsada
- Akira Kubo – Taro Kudo
- Atsuko Takahashi – Ayako Hoshino
- Yoshio Tsuchiya – dr Kyouichi Miya
- Kenji Sahara – Makoto Obata
- Yukiko Kobayashi – Saki
- Noritake Saito – Riko
- Tetsu Nakamura – Onbo
- Ichiro Murakoshi – 
  - Kosmiczna Ameba (głos)
  - Narrator (głos)
- Chōtarō Tōgin – inżynier Yokoyama
- Wataru Ōmae – inżynier Sakura
- Yu Fujiki – szef działu promocji Asia Development Company
- Sachio Sakai – redaktor
- Yuko Sugihara – stewardesa
- Haruo Nakajima –
  - Gezora,
  - Ganimes,
  - Taro Kudo (sceny pod wodą)
- Haruyoshi Nakamura – Kamoebas

## Gezora
Gezora (jap. ゲゾラ) – fikcyjny gigantyczny potwór (kaijū), występujący w filmie Space Amoeba z 1970 roku. Jest gigantyczną mątwą z gatunku Sepia lycidas, powiększoną i opanowaną przez Kosmiczną Amebę w celu podbicia Ziemi.
Gezora w wierzeniach mieszkańców wyspy Sergio był morskim potworem, który znał wszystkie myśli i zamiary ludzi, dlatego wyspa nie jest bezpieczna. Nie wierzyli w to pracownicy z Asia Development Company traktując to jako folklor.
Wkrótce Gezora objawił się na skalnych wybrzeżach, atakując dwójkę inżynierów i zjadając jednego z nich. Drugi inżynier po tym zdarzeniach zaczął brać na poważnie ostrzeżenia tubylców i od tego czasu nabawił się stresu pourazowego. Widząc w pieczarze wypluty zegarek swego kompana zamierzał uciec z wyspy. Tubylec Riko mówił mu, że Gezora na to nie pozwoli. Słowa okazały się być prorocze, gdyż Gezora zaatakował chatkę i pożarł inżyniera. Potwór zaprzestał niszczeń, gdy pojawiły nietoperze emitujące szkodliwego dla niego ultradźwięki.
Riko został odnaleziony ranny. Doktor Miya dostrzegł na jego ciele ślady po mackach i wnioskował, że temperatura Gezory jest bliska zeru. Następnego dnia Kudo i doktor Miya podczas podmorskich badań natrafili na Gezorę, ale szczęśliwie udało im się uciec. Gezora po chwili kierował się ku wiosce i atakował jej mieszkańców. Ayako zauważyła, że Gezora boi się ognia. Ta słabość została wykorzystana, gdy Japończycy z pomocą mieszkańców wyspy Sergio zwabili go w oblane benzyną miejsce i je podpalili. Poparzony Gezora uciekł do oceanu, gdzie dokonał żywota. Po jego śmierci Kosmiczna Ameba poszła szukać nowego nosiciela.
Mimo iż Gezora wystąpił w jednym filmie, to stał się najpopularniejszym potworem z Space Amoeba i pojawił się wiele razy w licencjonowanych przez Tōhō innych mediach.
Gezora pojawił się później w grach komputerowych związanych z potworami Tōhō. Najpierw w grze Monster’s Fair na MSX jako jeden z przeciwników, następnie jako boss w grze Godzilla: Monster of Monsters! na NES, Kaijū Ō Gojira na Game Boya jako jeden z przeciwników oraz w Godzilla: Trading Battle na PSX.

## Ganimes
Ganimes (jap. ガニメ Ganime) – fikcyjny gigantyczny potwór (kaijū), występujący w filmie Space Amoeba z 1970 roku. Jest gigantycznym krabem z rodziny Xanthidae, powiększonym i opanowanym przez Kosmiczną Amebę w celu podbicia Ziemi.
Mieszkańcy wysp Sergio i Japończycy czatowali na Gezorę, by potraktować go bronią ze składu wojennego z czasów II wojny światowej. Zamiast niego pojawił się Ganimes opanowany przez Kosmiczną Amebę, po śmierci Gezory. Został nazwany przez tubylców Ganimes. Kontratak ludzi nie zrobił mu żadnej krzywdy i ścigał ich w głąb dżungli. Kudo po celnym strzałem zranił go w oko. Rozwścieczony krab ścigał Kudo i Ayako aż do gór. Kudo widząc, że na dole znajdują niewybuchy z II wojny światowej, strzelił Ganimesowi w drugie oko. Ślepy Ganimes spadł na dół, zaś Kudo po kolejnych strzałach spowodował eksplozję zabijającą na miejscu potwora.
Po analizie szczątków doktor Miya oznajmił, że to gatunek kraba z rodziny Xanthidae, który był nosicielem Kosmicznej Ameby. Po wyjawieniu ostatecznych planów inwazji na Ziemię przez Kosmiczną Amebę został przywołany drugi Ganimes, który wraz z Kamoebasem miał zniszczyć ludzi na wyspie Sergio. W wyniku sabotażu Obaty ultradźwięki wywołane przez nietoperze uwolniły drugiego Ganimesa spod kontroli Kosmicznej Ameby i ten toczył walkę z Kamoebasem. Ich bitwa przeniosła się na teren aktywnego wulkanu, gdzie drugi Ganimes zrzucił Kamoebasa wprost do krateru. Drugi Ganimes z powodu ciężaru wciąż trzymającego go Kamoebasa zsunął się do krateru, gdzie razem zginęli.
Ganimes pojawił się później w grach komputerowych – w Kaijū Ō Gojira na Game Boya jako przeciwnik oraz w Godzilla: Trading Battle na PSX.

## Kamoebas
Kamoebas (jap. カメーバ Kamēba) – fikcyjny gigantyczny potwór (kaijū), występujący w japońskich filmach fantastycznonaukowych wytwórni Tōhō. Jest gigantyczną matamatą, powiększoną i opanowaną przez Kosmiczną Amebę w celu podbicia Ziemi.
Po opanowaniu ciała Makoto Obaty Kosmiczna Ameba powiększył matamatę i nazwał ją Kamoebas. Kamoebas prawdopodobnie był matamatą, którą dostrzegła Ayako, gdy uczestniczyła w ekspedycji do jednej z jaskiń wyspy Sergio. Powiększony Kamoebas pierwszy raz został dostrzeżony w dżungli przez Kudo i Ayako podczas poszukiwania nietoperzy mogących pokonać Kosmiczną Amebę. Potwór ścigał ich aż do momentu, gdy oboje ukryli się w jaskini. Kamoebasa odstraszyły emitowane przez nietoperze ultradźwięki.
Po wyjawieniu ostatecznych planów inwazji na Ziemię przez Kosmiczną Amebę został przywołany Kamoebas, który wraz z drugim Ganimesem miał zniszczyć ludzi na wyspie Sergio. W wyniku sabotażu Obaty ultradźwięki wywołane przez nietoperze uwalniają Kamoebasa spod kontroli Kosmicznej Ameby i ten toczył walkę z drugim Ganimesem. Ich bitwa przenosi się na teren aktywnego wulkanu, gdzie drugi Ganimes zrzucił Kamoebasa wprost do krateru. Kamoebas wciąż trzymając się zębami drugiego Ganimesa desperacko próbował się wydostać, jednak wciągnął drugiego potwora do krateru, gdzie razem zginęli.
Kamoebas pojawił się w dziesiątym odcinku serialu tokusatsu Ike! Goddoman, gdzie u boku Folgona, innego potwora, ścierał się z tytułowym bohaterem.
Kamoebas pojawił się w filmie Godzilla: S.O.S. dla Tokio z 2003 roku. W tej wersji jest to gigantyczny żółw morski z gatunku Megalo matamata, zwany potocznie Kamoebas, odkryty w 1970 roku przez doktora Miyę na wyspie Sergio. Kolejny i ostatni raz widziany był w 1987 roku. W 2004 roku jego zwłoki zostały wyrzucone przez morze. Widać na jego szyi rany, od których prawdopodobnie umarł. Japońskie Siły Samoobrony analizując ciało wnioskują, że rany zadał gigantyczny drapieżnik i najprawdopodobniej był to Godzilla.

## Ciekawostki
- Gezora miał się nazywać Zogera, gdyż Gezora wydawało się zbyt oczywiste (jap. 下足, geso - macka kałamarnicy)[9].
- Oczy Gezory miały się poruszać, jednak podczas zdjęć mechanizm się uszkodził[10].
- Planowało zadedykować film Eijiemu Tsuburayi, jako że mimo słabego zdrowia przed produkcją wyraził chęć stworzenia efektów specjalnych[10].
- Kenji Sahara i Yoshio Tsuchiya w ostatniej chwili zamienili się rolami, ponieważ Tsuchiya chciał zaskoczyć fanów inną rolą niż postać o złych zamiarach[11].
- Ostatni film Ishirō Hondy, który miał w kontrakcie z Tōhō.
- W amerykańskiej wersji językowej dystrybuowanej przez American International Pictures, Kosmiczna Ameba nazywa się Yog od Yog-Sothoth z twórczości H.P. Lovecrafta[12].
- Pieśń mieszkańców wyspy Sergio jest to przeraanżowana pieśń usypiająca mieszkańców wyspy Faro z King Kong kontra Godzilla.
- Producent filmu, Fumio Tanaka w dodatkach do wydania DVD spekulował, że wyspa Sergio została nazwana w hołdzie dla Sergio Leone[13].